# ノマドランド
『ノマドランド』（原題: Nomadland）は、2021年のアメリカ合衆国のドラマ映画。クロエ・ジャオが、脚本、製作、編集、監督を担い、主演はフランシス・マクドーマンドが務めた。本作はジェシカ・ブルーダーが2017年に発表したノンフィクション『ノマド: 漂流する高齢労働者たち』を原作としている。
2020年9月11日にヴェネツィア国際映画祭でプレミア上映され、金獅子賞を受賞した。また、トロント国際映画祭ではピープルズ・チョイス・アワードを受賞した。2020年12月4日に1週間のストリーミング限定公開された後、サーチライト・ピクチャーズにより、2021年1月29日に米国内の一部のIMAXシアターで配給され、2021年2月19日には劇場で同時公開、Huluでデジタルストリーミングされた。日本ではウォルト・ディズニー・ジャパンにより、3月26日から劇場公開された。
本作は、監督、脚本、編集、撮影、そしてマクドーマンドを中心とした演技が評価された。第93回アカデミー賞では、計6部門にノミネートされ、作品賞、監督賞、マクドーマンドの主演女優賞を受賞した。ジャオは有色人種の女性として初めて監督賞を受賞し、マクドーマンドは同一作品で製作者と出演者の両方としてアカデミー賞を受賞した史上初の人物となった。また、第78回ゴールデングローブ賞では映画作品賞（ドラマ部門）と監督賞を受賞、第74回英国アカデミー賞では最優秀作品賞を含む4部門を受賞、第36回インディペンデント・スピリット賞では最優秀作品賞を含む4部門を受賞した。

## ストーリー
2008年、アメリカの大手証券会社の破綻に端を発する未曾有の経済危機が全世界を襲った。その影響は現役世代だけではなく、リタイア世代にも容赦なく降りかかり、多くの高齢者が家を手放すことになった。家を失った彼/彼女らは自家用車で寝泊まりし、働く口を求めて全米各地を動き回っていた。専門職での経験があったとしても、それを活かせるような職がほとんどなく、安い時給で過酷な肉体労働に従事するほかなかった。そんな不安定な状況下でも、彼/彼女らは自尊心と互助の精神を保持し続けていた。彼/彼女らは「現代のノマド」とでも言うべき存在である。
本作の主人公、ファーンも「現代のノマド」の1人である。ファーンはネバダ州のエンパイアで臨時教員をやっていたが、工場の閉鎖で街の経済が大打撃を受け、そのあおりで彼女も家を手放す羽目になった。途方に暮れたファーンだったが、自家用車に最低限の家財道具を積み込み、日雇いの職を求めて全米各地を流浪する旅に出た。その過程で、ファーンは同じ境遇の人々と交流を深めていくのだった。
本作はそんなファーンの姿を通して、「現代のノマド」の実像を描き出していく。

## キャスト
※括弧内は日本語吹替。
- ファーン: フランシス・マクドーマンド（塩田朋子）
- デイブ: デヴィッド・ストラザーン（原康義）
- リンダ: リンダ・メイ（谷育子）
- スワンキー: シャーリーン・スワンキー（宮沢きよこ）
- ボブ: ボブ・ウェルズ（英語版）（玉野井直樹）
- ピーター: ピーター・スピアーズ

## 製作
2017年、フランシス・マクドーマンドはジェシカ・ブルーダーのノンフィクション『ノマド: 漂流する高齢労働者たち』を読んで衝撃を受け、映画化権を購入するに至った。その衝撃について、マクドーマンドは「40代の頃、私は夫に『65歳になったら、名前をファーンに変えたいと思う。ラッキーストライクを吸ったり、ワイルドターキーを飲んだりしてRV車で気ままに暮らしたい』などと言っておりました。あの頃の私は車上生活に自由があると思っていましたし、車上生活者にロマンを感じていました。しかし、あの本は車上生活の実像を私に教えてくれたのです。車上生活は経済的な苦境と結びついたもので、私と同じ60代の人が車上生活を余儀なくされることも珍しくないのだと。」と語っている。
同年9月、マクドーマンドは第42回トロント国際映画祭でクロエ・ジャオ監督の『ザ・ライダー』を鑑賞した。同作の出来映えに感動し、マクドーマンドは本作の監督にジャオを起用することにした。
本作の主要撮影は2018年6月に始まった。マクドーマンドとデヴィッド・ストラザーンを除いてプロの俳優は起用されず、実際に車上生活を送っている人々が起用された。また、マクドーマンドは役作りのために車上生活を送ると共に、Amazonの物流拠点での梱包作業など日雇いの仕事にも従事した。2020年7月27日、ルドヴィコ・エイナウディが本作で使用される楽曲を手がけるとの報道があった。

## 公開・マーケティング
2019年2月12日、フォックス・サーチライト・ピクチャーズが本作の全米配給権を獲得したと報じられた。その際、本作の劇中写真も初めて公開された。2020年9月8日、本作のティーザー・トレイラーが公開された。11日、本作は第77回ヴェネツィア国際映画祭でプレミア上映され、最高賞の金獅子賞を受賞した。同日、第45回トロント国際映画祭での上映も行われ、最高賞の観客賞を受賞した。また、本作はニューヨーク映画祭で上映されることが決定している。

### 中国
中華人民共和国での映画配給を担う政府系の映画団体「国立映画芸術同盟（National Alliance of Arthouse Cinemas：NAAC）」は、2021年4月23日にノマドランドの大規模な公開を予定していたが、中止となった。同国北京出身のジャオがアジア人初のアカデミー監督賞を受賞したにもかかわらず、上映中止になった理由について、一部の報道機関は過去にジャオが中国政府を批判する発言をしていたためだと報じている。

## 評価
本作は批評家から絶賛されている。映画批評集積サイトのRotten Tomatoesには45件のレビューがあり、批評家支持率は100%、平均点は10点満点で9.28点となっている。サイト側による批評家の見解の要約は「社会から見捨てられ、虐げられた人間の姿を描いた作品だが、詩的な雰囲気をまとっている。『ノマドランド』は経済恐慌によってもたらされた不安定な生活を見事に描写している。」となっている。また、Metacriticには18件のレビューがあり、加重平均値は98/100となっている。

## 受賞とノミネート
本作は第77回ヴェネツィア国際映画祭で最高賞の金獅子賞を受賞、第45回トロント国際映画祭でも最高賞の観客賞を受賞した史上初めての作品となった。また、第78回ゴールデングローブ賞では作品賞（ドラマ部門）と監督賞を受賞、第93回アカデミー賞では作品賞を含む6部門にノミネートされ、作品賞、監督賞、主演女優賞の最多3部門を受賞した。
なおクロエ・ジャオは非白人女性監督として初めての快挙となった。
| 映画賞                                   | 部門                          | 対象                               | 結果       |
| ---------------------------------------- | ----------------------------- | ---------------------------------- | ---------- |
| ヴェネチア国際映画祭                     | 金獅子賞                      | ノマドランド                       | 受賞       |
| トロント国際映画祭                       | 観客賞                        | ノマドランド                       | 受賞       |
| ボストン映画批評家協会賞                 | 作品賞                        | ノマドランド                       | 受賞       |
| ボストン映画批評家協会賞                 | 監督賞                        | クロエ・ジャオ                     | 受賞       |
| ボストン映画批評家協会賞                 | 撮影賞                        | ジョシュア・ジェームズ・リチャーズ | 受賞       |
| ロサンゼルス映画批評家協会賞             | 作品賞                        | ノマドランド                       | 次点       |
| ロサンゼルス映画批評家協会賞             | 監督賞                        | クロエ・ジャオ                     | 受賞       |
| ニューヨーク映画批評家協会賞             | 監督賞                        | クロエ・ジャオ                     | 受賞       |
| ガーディアン紙選出                       | 2020年映画ベスト５０          | ノマドランド                       | 1位        |
| ボストン・オンライン映画批評家協会賞     | 作品賞                        | ノマドランド                       | 受賞       |
| ボストン・オンライン映画批評家協会賞     | 監督賞                        | クロエ・ジャオ                     | 受賞       |
| ボストン・オンライン映画批評家協会賞     | 主演女優賞                    | フランシス・マクドーマンド         | 受賞       |
| ボストン・オンライン映画批評家協会賞     | 撮影賞                        | ジョシュア・ジェームズ・リチャーズ | 受賞       |
| ボストン・オンライン映画批評家協会賞     | 編集賞                        | クロエ・ジャオ                     | 受賞       |
| インディアナ映画批評家協会賞             | 作品賞                        | ノマドランド                       | 受賞       |
| インディアナ映画批評家協会賞             | 監督賞                        | クロエ・ジャオ                     | 受賞       |
| インディアナ映画批評家協会賞             | 主演女優賞                    | フランシス・マクドーマンド         | 受賞       |
| インディアナ映画批評家協会賞             | 脚色賞                        |                                    | 受賞       |
| フロリダ映画批評家協会賞                 | 監督賞                        | クロエ・ジャオ                     | 受賞       |
| フロリダ映画批評家協会賞                 | 主演女優賞                    | フランシス・マクドーマンド         | 受賞       |
| フロリダ映画批評家協会賞                 | 助演女優賞                    | シャーリーン・スワンキー           | ノミネート |
| フロリダ映画批評家協会賞                 | 脚色賞                        |                                    | ノミネート |
| フロリダ映画批評家協会賞                 | 撮影賞                        | ジョシュア・ジェームズ・リチャーズ | ノミネート |
| シカゴ映画批評家協会賞                   | 作品賞                        | ノマドランド                       | 受賞       |
| シカゴ映画批評家協会賞                   | 監督賞                        | クロエ・ジャオ                     | 受賞       |
| シカゴ映画批評家協会賞                   | 主演女優賞                    | フランシス・マクドーマンド         | 受賞       |
| シカゴ映画批評家協会賞                   | 脚色賞                        |                                    | 受賞       |
| シカゴ映画批評家協会賞                   | 撮影賞                        | ジョシュア・ジェームズ・リチャーズ | 受賞       |
| シカゴ映画批評家協会賞                   | 助演男優賞                    | デヴィッド・ストラザーン           | ノミネート |
| シカゴ映画批評家協会賞                   | 編集賞                        | クロエ・ジャオ                     | ノミネート |
| ウエスタン・ニューヨーク映画批評家協会賞 | 作品賞                        | ノマドランド                       | 受賞       |
| ウエスタン・ニューヨーク映画批評家協会賞 | 監督賞                        | クロエ・ジャオ                     | 受賞       |
| ウエスタン・ニューヨーク映画批評家協会賞 | 主演女優賞                    | フランシス・マクドーマンド         | 受賞       |
| ウエスタン・ニューヨーク映画批評家協会賞 | 脚色賞                        |                                    | 受賞       |
| ウエスタン・ニューヨーク映画批評家協会賞 | 撮影賞                        | ジョシュア・ジェームズ・リチャーズ | 受賞       |
| ウエスタン・ニューヨーク映画批評家協会賞 | 編集賞                        | クロエ・ジャオ                     | 受賞       |
| ノースカロライナ映画批評家協会賞         | 監督賞                        | クロエ・ジャオ                     | 受賞       |
| ノースカロライナ映画批評家協会賞         | 主演女優賞                    | フランシス・マクドーマンド         | 受賞       |
| ノースカロライナ映画批評家協会賞         | 脚色賞                        |                                    | 受賞       |
| ノースカロライナ映画批評家協会賞         | 撮影賞                        | ジョシュア・ジェームズ・リチャーズ | 受賞       |
| ノースカロライナ映画批評家協会賞         | 作品賞                        | ノマドランド                       | ノミネート |
| ノースカロライナ映画批評家協会賞         | 助演男優賞                    | デヴィッド・ストラザーン           | ノミネート |
| オクラホマ映画批評家協会賞               | 監督賞                        | クロエ・ジャオ                     | 受賞       |
| オクラホマ映画批評家協会賞               | 主演女優賞                    | フランシス・マクドーマンド         | 受賞       |
| オクラホマ映画批評家協会賞               | 脚色賞                        |                                    | 受賞       |
| コロンバス映画批評家協会賞               | 監督賞                        | クロエ・ジャオ                     | 受賞       |
| コロンバス映画批評家協会賞               | 脚色賞                        |                                    | 受賞       |
| コロンバス映画批評家協会賞               | 撮影賞                        | ジョシュア・ジェームズ・リチャーズ | 受賞       |
| コロンバス映画批評家協会賞               | 作品賞                        | ノマドランド                       | 次点       |
| コロンバス映画批評家協会賞               | 主演女優賞                    | フランシス・マクドーマンド         | 次点       |
| コロンバス映画批評家協会賞               | 作曲賞                        |                                    | ノミネート |
| 全米映画批評家協会賞                     | 作品賞                        | ノマドランド                       | 受賞       |
| 全米映画批評家協会賞                     | 監督賞                        | クロエ・ジャオ                     | 受賞       |
| 全米映画批評家協会賞                     | 主演女優賞                    | フランシス・マクドーマンド         | 受賞       |
| 全米映画批評家協会賞                     | 撮影賞                        | ジョシュア・ジェームズ・リチャーズ | 受賞       |
| ゴッサム賞                               | 作品賞                        | ノマドランド                       | 受賞       |
| ゴッサム賞                               | 観客賞                        |                                    | 受賞       |
| ゴッサム賞                               | 女優賞                        | フランシス・マクドーマンド         | ノミネート |
| サンディエゴ映画批評家協会賞             | 監督賞                        | クロエ・ジャオ                     | 受賞       |
| サンディエゴ映画批評家協会賞             | 撮影賞                        | ジョシュア・ジェームズ・リチャーズ | 受賞       |
| サンディエゴ映画批評家協会賞             | 主演女優賞                    | フランシス・マクドーマンド         | 次点       |
| サンディエゴ映画批評家協会賞             | 脚色賞                        |                                    | ノミネート |
| ナッシュヴィル映画批評家協会賞           | 監督賞                        | クロエ・ジャオ                     | 受賞       |
| ナッシュヴィル映画批評家協会賞           | 撮影賞                        | ジョシュア・ジェームズ・リチャーズ | 受賞       |
| ナッシュヴィル映画批評家協会賞           | 作品賞                        | ノマドランド                       | ノミネート |
| ナッシュヴィル映画批評家協会賞           | 主演女優賞                    | フランシス・マクドーマンド         | ノミネート |
| ナッシュヴィル映画批評家協会賞           | 編集賞                        | クロエ・ジャオ                     | ノミネート |
| ハワイ映画批評家協会賞                   | 主演女優賞                    | フランシス・マクドーマンド         | 受賞       |
| ハワイ映画批評家協会賞                   | 脚色賞                        |                                    | 受賞       |
| ハワイ映画批評家協会賞                   | 監督賞                        | クロエ・ジャオ                     | ノミネート |
| ノースダコタ映画批評家協会賞             | 作品賞                        | ノマドランド                       | 受賞       |
| ノースダコタ映画批評家協会賞             | 監督賞                        | クロエ・ジャオ                     | 受賞       |
| ノースダコタ映画批評家協会賞             | 主演女優賞                    | フランシス・マクドーマンド         | 受賞       |
| ノースダコタ映画批評家協会賞             | 撮影賞                        | ジョシュア・ジェームズ・リチャーズ | 受賞       |
| ノースダコタ映画批評家協会賞             | 編集賞                        | クロエ・ジャオ                     | 受賞       |
| ノースダコタ映画批評家協会賞             | 特別賞                        | ノマドランド                       | 受賞       |
| ノースダコタ映画批評家協会賞             | 助演男優賞                    | デヴィッド・ストラザーン           | ノミネート |
| セントルイス映画批評家協会賞             | 作品賞                        | ノマドランド                       | 受賞       |
| セントルイス映画批評家協会賞             | 監督賞                        | クロエ・ジャオ                     | 受賞       |
| セントルイス映画批評家協会賞             | 撮影賞                        | ジョシュア・ジェームズ・リチャーズ | 受賞       |
| セントルイス映画批評家協会賞             | 編集賞                        | クロエ・ジャオ                     | 受賞       |
| セントルイス映画批評家協会賞             | 主演女優賞                    | フランシス・マクドーマンド         | 次点       |
| セントルイス映画批評家協会賞             | 脚色賞                        |                                    | ノミネート |
| フィラデルフィア映画批評家協会賞         | 監督賞                        | クロエ・ジャオ                     | 受賞       |
| フィラデルフィア映画批評家協会賞         | 撮影賞                        | ジョシュア・ジェームズ・リチャーズ | 受賞       |
| サンフランシスコ映画批評家協会賞         | 作品賞                        | ノマドランド                       | 受賞       |
| サンフランシスコ映画批評家協会賞         | 監督賞                        | クロエ・ジャオ                     | 受賞       |
| サンフランシスコ映画批評家協会賞         | 主演女優賞                    | フランシス・マクドーマンド         | 受賞       |
| サンフランシスコ映画批評家協会賞         | 編集賞                        | クロエ・ジャオ                     | 受賞       |
| サンフランシスコ映画批評家協会賞         | 助演男優賞                    | デヴィッド・ストラザーン           | ノミネート |
| サンフランシスコ映画批評家協会賞         | 脚色賞                        |                                    | ノミネート |
| サンフランシスコ映画批評家協会賞         | 撮影賞                        | ジョシュア・ジェームズ・リチャーズ | ノミネート |
| ヒューストン映画批評家協会賞             | 作品賞                        | ノマドランド                       | 受賞       |
| ヒューストン映画批評家協会賞             | 監督賞                        | クロエ・ジャオ                     | 受賞       |
| ヒューストン映画批評家協会賞             | 撮影賞                        | ジョシュア・ジェームズ・リチャーズ | 受賞       |
| ヒューストン映画批評家協会賞             | 主演女優賞                    | フランシス・マクドーマンド)        | ノミネート |
| ヒューストン映画批評家協会賞             | 脚本賞                        | クロエ・ジャオ                     | ノミネート |
| デンバー映画批評家協会賞                 | 監督賞                        | クロエ・ジャオ                     | 受賞       |
| デンバー映画批評家協会賞                 | 作品賞                        | ノマドランド                       | ノミネート |
| デンバー映画批評家協会賞                 | 主演女優賞                    | フランシス・マクドーマンド         | ノミネート |
| デンバー映画批評家協会賞                 | 助演男優賞                    | デヴィッド・ストラザーン           | ノミネート |
| デンバー映画批評家協会賞                 | 脚色賞                        |                                    | ノミネート |
| オンライン映画批評家協会賞               | 作品賞                        | ノマドランド                       | 受賞       |
| オンライン映画批評家協会賞               | 主演女優賞                    | フランシス・マクドーマンド         | 受賞       |
| オンライン映画批評家協会賞               | 監督賞                        | クロエ・ジャオ                     | 受賞       |
| オンライン映画批評家協会賞               | 脚色賞                        |                                    | 受賞       |
| オンライン映画批評家協会賞               | 撮影賞                        | ジョシュア・ジェームズ・リチャーズ | 受賞       |
| オンライン映画批評家協会賞               | 編集賞                        | クロエ・ジャオ                     | 受賞       |
| ブラック映画批評家協会賞                 | 監督賞                        |                                    | 受賞       |
| カンザスシティ映画批評家協会賞           | 作品賞                        |                                    | 受賞       |
| カンザスシティ映画批評家協会賞           | 監督賞                        | クロエ・ジャオ                     | 受賞       |
| カンザスシティ映画批評家協会賞           | 脚色賞                        |                                    | 受賞       |
| カンザスシティ映画批評家協会賞           | 主演女優賞                    | フランシス・マクドーマンド         | 次点       |
| ナショナル・ボード・オブ・レビュー賞     | 撮影功労賞                    | ジョシュア・ジェームズ・リチャーズ | 受賞       |
| ナショナル・ボード・オブ・レビュー賞     | 作品賞トップ１０              | ノマドランド                       | 受賞       |
| ノーステキサス映画批評家協会賞           | 作品賞                        | ノマドランド                       | 受賞       |
| ノーステキサス映画批評家協会賞           | 監督賞                        | クロエ・ジャオ                     | 受賞       |
| ノーステキサス映画批評家協会賞           | ニューカマー賞                | リンダ・メイ                       | 受賞       |
| ノーステキサス映画批評家協会賞           | 主演女優賞                    | フランシス・マクドーマンド         | ノミネート |
| ノーステキサス映画批評家協会賞           | 撮影賞                        | ジョシュア・ジェームズ・リチャーズ | ノミネート |
| ニューヨーク・オンライン映画批評家協会賞 | 監督賞                        | クロエ・ジャオ                     | 受賞       |
| ニューヨーク・オンライン映画批評家協会賞 | 撮影賞                        | ジョシュア・ジェームズ・リチャーズ | 受賞       |
| アトランタ映画批評家協会賞               | 作品賞                        | ノマドランド                       | 受賞       |
| アトランタ映画批評家協会賞               | 監督賞                        | クロエ・ジャオ                     | 受賞       |
| アトランタ映画批評家協会賞               | 撮影賞                        | ジョシュア・ジェームズ・リチャーズ | 受賞       |
| アトランタ映画批評家協会賞               | 主演女優賞                    | フランシス・マクドーマンド         | 次点       |
| トロント映画批評家協会賞                 | 作品賞                        | ノマドランド                       | 受賞       |
| トロント映画批評家協会賞                 | 監督賞                        | クロエ・ジャオ                     | 受賞       |
| トロント映画批評家協会賞                 | 主演女優賞                    | フランシス・マクドーマンド         | 受賞       |
| ロンドン映画批評家協会賞                 | 作品賞                        | ノマドランド                       | 受賞       |
| ロンドン映画批評家協会賞                 | 主演女優賞                    | フランシス・マクドーマンド         | 受賞       |
| ロンドン映画批評家協会賞                 | 脚本賞                        | クロエ・ジャオ                     | 受賞       |
| ロンドン映画批評家協会賞                 | 監督賞                        | クロエ・ジャオ                     | ノミネート |
| ロンドン映画批評家協会賞                 | 技術賞[撮影]                  | ジョシュア・ジェームズ・リチャーズ | ノミネート |
| ワシントンDC映画批評家協会賞             | 作品賞                        | ノマドランド                       | 受賞       |
| ワシントンDC映画批評家協会賞             | 監督賞                        | クロエ・ジャオ                     | 受賞       |
| ワシントンDC映画批評家協会賞             | 主演女優賞                    | フランシス・マクドーマンド         | 受賞       |
| ワシントンDC映画批評家協会賞             | 脚色賞                        |                                    | 受賞       |
| ワシントンDC映画批評家協会賞             | 撮影賞                        | ジョシュア・ジェームズ・リチャーズ | 受賞       |
| ワシントンDC映画批評家協会賞             | 編集賞                        | クロエ・ジャオ                     | ノミネート |
| ダラス・フォートワース映画批評家協会賞   | 作品賞                        | ノマドランド                       | 受賞       |
| ダラス・フォートワース映画批評家協会賞   | 監督賞                        | クロエ・ジャオ                     | 受賞       |
| ダラス・フォートワース映画批評家協会賞   | 撮影賞                        | ジョシュア・ジェームズ・リチャーズ | 受賞       |
| ダラス・フォートワース映画批評家協会賞   | 主演女優賞                    | フランシス・マクドーマンド         | 次点       |
| ユタ映画批評家協会賞                     | 主演女優賞                    | フランシス・マクドーマンド         | 受賞       |
| ユタ映画批評家協会賞                     | 撮影賞                        | ジョシュア・ジェームズ・リチャーズ | 受賞       |
| サテライト賞                             | 作品賞（ドラマ部門）          | ノマドランド                       | 受賞       |
| サテライト賞                             | 主演女優賞（ドラマ部門）      | フランシス・マクドーマンド         | 受賞       |
| サテライト賞                             | 監督賞                        | クロエ・ジャオ                     | 受賞       |
| サテライト賞                             | 助演男優賞                    | デヴィッド・ストラザーン           | ノミネート |
| サテライト賞                             | 脚色賞                        |                                    | ノミネート |
| サテライト賞                             | 撮影賞                        | ジョシュア・ジェームズ・リチャーズ | ノミネート |
| サテライト賞                             | 編集賞                        | クロエ・ジャオ                     | ノミネート |
| サテライト賞                             | 録音＆音響効果賞              |                                    | ノミネート |
| シアトル映画批評家協会賞                 | 作品賞                        | ノマドランド                       | 受賞       |
| シアトル映画批評家協会賞                 | 主演女優賞                    | フランシス・マクドーマンド         | 受賞       |
| シアトル映画批評家協会賞                 | 監督賞                        | クロエ・ジャオ                     | 受賞       |
| シアトル映画批評家協会賞                 | 撮影賞                        | ジョシュア・ジェームズ・リチャーズ | 受賞       |
| シアトル映画批評家協会賞                 | 編集賞                        | クロエ・ジャオ                     | 受賞       |
| シアトル映画批評家協会賞                 | 脚本賞                        | クロエ・ジャオ                     | ノミネート |
| アイオワ映画批評家協会賞                 | 作品賞                        | ノマドランド                       | 受賞       |
| アイオワ映画批評家協会賞                 | 監督賞                        | クロエ・ジャオ                     | 受賞       |
| アイオワ映画批評家協会賞                 | 主演女優賞                    | フランシス・マクドーマンド         | 受賞       |
| アイオワ映画批評家協会賞                 | 作曲賞                        |                                    | 受賞       |
| サウスインターン映画批評家協会賞         | 作品賞                        | ノマドランド                       | 受賞       |
| サウスインターン映画批評家協会賞         | 監督賞                        | クロエ・ジャオ                     | 受賞       |
| サウスインターン映画批評家協会賞         | 主演女優賞                    | フランシス・マクドーマンド         | 受賞       |
| サウスインターン映画批評家協会賞         | 脚色賞                        |                                    | 受賞       |
| サウスインターン映画批評家協会賞         | 撮影賞                        | ジョシュア・ジェームズ・リチャーズ | 受賞       |
| バンクーバー映画批評家協会賞             | 作品賞                        | ノマドランド                       | 受賞       |
| バンクーバー映画批評家協会賞             | 主演女優賞                    | フランシス・マクドーマンド         | 受賞       |
| バンクーバー映画批評家協会賞             | 監督賞                        | クロエ・ジャオ                     | 受賞       |
| ゴールデン・グローブ賞                   | 作品賞（ドラマ部門）          | ノマドランド                       | 受賞       |
| ゴールデン・グローブ賞                   | 主演女優賞（ドラマ部門）      | フランシス・マクドーマンド         | ノミネート |
| ゴールデン・グローブ賞                   | 監督賞                        | クロエ・ジャオ                     | 受賞       |
| ゴールデン・グローブ賞                   | 脚本賞                        | クロエ・ジャオ                     | ノミネート |
| オンライン女性映画批評家協会賞           | 監督賞                        | クロエ・ジャオ                     | 受賞       |
| オンライン女性映画批評家協会賞           | 脚色賞                        |                                    | 受賞       |
| オンライン女性映画批評家協会賞           | 撮影賞                        | ジョシュア・ジェームズ・リチャーズ | 受賞       |
| オンライン女性映画批評家協会賞           | 作品賞                        | ノマドランド                       | ノミネート |
| オンライン女性映画批評家協会賞           | 主演女優賞                    | フランシス・マクドーマンド         | ノミネート |
| フェニックス映画批評家協会賞             | 作品賞                        | ノマドランド                       | 受賞       |
| フェニックス映画批評家協会賞             | 監督賞                        | クロエ・ジャオ                     | 受賞       |
| フェニックス映画批評家協会賞             | 撮影賞                        | ジョシュア・ジェームズ・リチャーズ | 受賞       |
| ハリウッド映画批評家協会賞               | 女性監督賞                    | クロエ・ジャオ                     | 受賞       |
| ハリウッド映画批評家協会賞               | 撮影賞                        | ジョシュア・ジェームズ・リチャーズ | 受賞       |
| ハリウッド映画批評家協会賞               | 作品賞                        | ノマドランド                       | ノミネート |
| ハリウッド映画批評家協会賞               | 主演女優賞                    | フランシス・マクドーマンド         | ノミネート |
| ハリウッド映画批評家協会賞               | 脚色賞                        |                                    | ノミネート |
| ハリウッド映画批評家協会賞               | 編集賞                        | クロエ・ジャオ                     | ノミネート |
| ラスベガ映画批評家協会賞                 | 作品賞                        | ノマドランド                       | 受賞       |
| ラスベガ映画批評家協会賞                 | 監督賞                        | クロエ・ジャオ                     | 受賞       |
| ラスベガ映画批評家協会賞                 | 主演女優賞                    | フランシス・マクドーマンド         | 受賞       |
| ラスベガ映画批評家協会賞                 | 撮影賞                        | ジョシュア・ジェームズ・リチャーズ | 受賞       |
| 放送映画批評家協会賞                     | 作品賞                        | ノマドランド                       | 受賞       |
| 放送映画批評家協会賞                     | 監督賞                        | クロエ・ジャオ                     | 受賞       |
| 放送映画批評家協会賞                     | 脚色賞                        |                                    | 受賞       |
| 放送映画批評家協会賞                     | 撮影賞                        | ジョシュア・ジェームズ・リチャーズ | 受賞       |
| 放送映画批評家協会賞                     | 主演女優賞                    | フランシス・マクドーマンド         | ノミネート |
| 放送映画批評家協会賞                     | 編集賞                        | クロエ・ジャオ                     | ノミネート |
| デトロイト映画批評家協会賞               | 作品賞                        | ノマドランド                       | 受賞       |
| デトロイト映画批評家協会賞               | 監督賞                        | クロエ・ジャオ                     | 受賞       |
| デトロイト映画批評家協会賞               | 主演女優賞                    | フランシス・マクドーマンド         | 受賞       |
| デトロイト映画批評家協会賞               | 脚色賞                        |                                    | 受賞       |
| 女性映画批評家協会賞                     | 作品賞（by a Woman）          | ノマドランド                       | 受賞       |
| ジョージア映画批評家協会賞               | 作品賞                        | ノマドランド                       | 受賞       |
| ジョージア映画批評家協会賞               | 監督賞                        | クロエ・ジャオ                     | 受賞       |
| ジョージア映画批評家協会賞               | 脚色賞                        |                                    | 受賞       |
| ジョージア映画批評家協会賞               | 撮影賞                        | ジョシュア・ジェームズ・リチャーズ | 受賞       |
| ジョージア映画批評家協会賞               | 主演女優賞                    | フランシス・マクドーマンド         | ノミネート |
| USCスクリプター賞                        | 脚色賞                        |                                    | 受賞       |
| フェニックス・オンライン映画批評家協会賞 | 監督賞                        | クロエ・ジャオ                     | 受賞       |
| フェニックス・オンライン映画批評家協会賞 | 作品賞                        | ノマドランド                       | ノミネート |
| フェニックス・オンライン映画批評家協会賞 | 主演女優賞                    | フランシス・マクドーマンド         | ノミネート |
| フェニックス・オンライン映画批評家協会賞 | 脚本賞                        |                                    | ノミネート |
| フェニックス・オンライン映画批評家協会賞 | 撮影賞                        | ジョシュア・ジェームズ・リチャーズ | ノミネート |
| オースティン映画批評家協会賞             | 脚色賞                        |                                    | 受賞       |
| オースティン映画批評家協会賞             | 撮影賞                        | ジョシュア・ジェームズ・リチャーズ | 受賞       |
| オースティン映画批評家協会賞             | 編集賞                        | クロエ・ジャオ                     | 受賞       |
| オースティン映画批評家協会賞             | 作品賞                        | ノマドランド                       | ノミネート |
| オースティン映画批評家協会賞             | 監督賞                        | クロエ・ジャオ                     | ノミネート |
| オースティン映画批評家協会賞             | 主演女優賞                    | フランシス・マクドーマンド         | ノミネート |
| オースティン映画批評家協会賞             | 助演男優賞                    | デヴィッド・ストラザーン           | ノミネート |
| アメリカ製作者組合賞                     | 作品賞                        | ノマドランド                       | 受賞       |
| 英国アカデミー賞                         | 作品賞                        | ノマドランド                       | 受賞       |
| 英国アカデミー賞                         | 監督賞                        | クロエ・ジャオ                     | 受賞       |
| 英国アカデミー賞                         | 主演女優賞                    | フランシス・マクドーマンド         | 受賞       |
| 英国アカデミー賞                         | 撮影賞                        | ジョシュア・ジェームズ・リチャーズ | 受賞       |
| 英国アカデミー賞                         | 脚色賞                        |                                    | ノミネート |
| 英国アカデミー賞                         | 編集賞                        | クロエ・ジャオ                     | ノミネート |
| 英国アカデミー賞                         | 録音賞                        |                                    | ノミネート |
| 全米監督協会賞                           | 監督賞                        | クロエ・ジャオ                     | 受賞       |
| インディペンデント・スピリット賞         | 作品賞                        | ノマドランド                       | 受賞       |
| インディペンデント・スピリット賞         | 監督賞                        | クロエ・ジャオ                     | 受賞       |
| インディペンデント・スピリット賞         | 撮影賞                        | ジョシュア・ジェームズ・リチャーズ | 受賞       |
| インディペンデント・スピリット賞         | 編集賞                        | クロエ・ジャオ                     | 受賞       |
| インディペンデント・スピリット賞         | 主演女優賞                    | フランシス・マクドーマンド         | ノミネート |
| アメリカ音響効果監督組合賞               | 音響効果賞 - Dialogue and ADR | ノマドランド                       | ノミネート |
| アメリカ撮影監督組合賞                   | 撮影賞                        | ジョシュア・ジェームズ・リチャーズ | ノミネート |
| アメリカ編集監督組合賞                   | 編集賞（ドラマ）              | クロエ・ジャオ                     | ノミネート |
| アカデミー賞                             | 作品賞                        | ノマドランド                       | 受賞       |
| アカデミー賞                             | 監督賞                        | クロエ・ジャオ                     | 受賞       |
| アカデミー賞                             | 主演女優賞                    | フランシス・マクドーマンド         | 受賞       |
| アカデミー賞                             | 編集賞                        | クロエ・ジャオ                     | ノミネート |
| アカデミー賞                             | 撮影賞                        | ジョシュア・ジェームズ・リチャーズ | ノミネート |
| アカデミー賞                             | 脚色賞                        |                                    | ノミネート |